# Leipefilene
Leipefilene o Lipefilene (en griego: Λειπεφιλήνη, Leipephilḕnē) o también Lipéfile o Leipéfile (Λειπεφίλη) es un personaje de la mitología griega, hija Yolao, el hijo de Ificles, y de Mégara, la primera esposa de Heracles e hija de Creonte, rey de Tebas. Se sobrentiende que su madre era Mégara, pues esta es la única esposa citada de Yolao en las fuentes.
Lipéfile y Filante engendraron a Hípotas y a Tero. El nombre de Leipéfile, «Amor de la Abandonada», sin duda proviene del recuerdo del divorcio de Mégara.

Solo aparece descrita en una fuente. El autor, Pausanias, nos dice el nombre de Queronea (Χαιρώνεια) proviene de Querón (Χαίρων), de quien dicen ser hijo de Apolo, y su madre era Tero, hija de Filante. Así en las Grandes Eeas:
«Filante se casó con una hija del famoso Yolao, Lipéfile, cuya figura es semejante a las Olímpicas, y le dio a luz a Hípotas, su hijo, en palacio, y a la hermosa Tero, semejante a la luz de la luna. Tero, cayendo en brazos de Apolo, engendró al fuerte Querón, domador de caballos».
Apolodoro no nos habla de la muchacha pero sí de su contexto familiar. Primero dice que «después de los trabajos Heracles llegó a Tebas y entregó Mégara a Yolao». Leipéfile, teniendo a su hijo Hípotes, fusionó la doble ascendencia de Heracles. En efecto el autor nos confirma su ascendencia como Heráclida: «Hípotes, hijo de Filante, hijo de Antíoco, hijo de Heracles».
El nombre «Leipefilene» es una corrupción y algunos editores lo han modificado como «Leipéfile» (Λειπεφίλη), «Hipófile» (Ἱπποφίλη) o «Deifile» (Δηιφίλη). La forma original exacta sigue siendo desconocida.